# Their Child
Their Child er en amerikansk stumfilm fra 1910.